# Alison Steadman

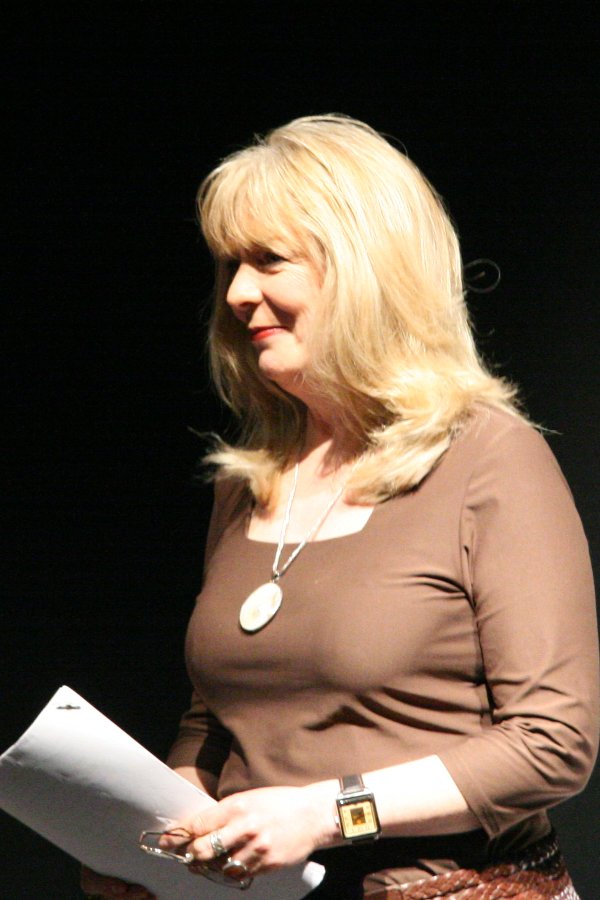
Steadman tijdens de opnames van You'll Have Had Your Tea in 2006

Alison Steadman (Liverpool, 26 augustus 1946) (OBE) is een Engels film-, theater-, stem- en televisieactrice.
Steadman speelde vanaf haar twintigste in diverse theaterstukken. Een ervan, Abigail's Party, werd ook voor televisie bewerkt. Door deze rol werd Steadman meer algemeen bekend bij het Britse publiek. Steadman verscheen ook in theaterstukken als Cat on a Hot Tin Roof, Entertaining Mr Sloane en The Prime of Miss Jean Brodie.
Steadman speelde in films als Clockwise, Shirley Valentine, Wilt, Better Man en Topsy-Turvy. Bekende televisieoptredens van Steadman zijn onder meer die in Gavin & Stacey, The Singing Detective (als Mrs. Marlow), Grumpy Old Women en Pride and Prejudice, waarin ze Mrs. Bennet speelde.

## Prijzen
- Benoemd tot Officier in de Orde van het Britse Rijk in 1999
- Genomineerd voor de BAFTA voor 'Beste actrice' voor Fat Friends in 2001
- Genomineerd voor de BAFTA voor 'Beste actrice' voor The Singing Detective in 1987
- "Beste actrice" door het Amerikaanse National Society of Film Critics voor Life Is Sweet in 1992
- Olivier voor  'Beste actrice' voor The Rise and Fall of Little Voice in 1993
- Genomineerd voor de Olivier voor 'Beste actrice' voor The Memory of Water in 1998